# Metropolis (Thea von Harbou)
Pour les articles homonymes, voir Metropolis.
Metropolis (titre original allemand : Metropolis) est un roman d'anticipation dystopique de la romancière Thea von Harbou publié en Allemagne en 1926. Ce roman a servi de point de départ au scénario du film homonyme du réalisateur allemand Fritz Lang.

## Présentation de l'œuvre
Metropolis de Thea von Harbou est un roman d'anticipation qui parut en Allemagne en 1926 aux éditions August Scherl.
Le récit, divisé en vingt-cinq chapitres, se présente comme l'illustration d'une simple phrase placée en exergue du texte : « Le médiateur entre le cerveau et les mains, ce doit être le cœur. » Le style est fortement marqué par l'expressionnisme allemand, avec ses personnages aux tempéraments exaltés, son style formulaire répétitif et ses métaphores saisissantes. 
Thea von Harbou fait précéder son récit d'un préambule qui vise à désamorcer toute lecture marxiste du roman qui n'y trouverait qu'une nouvelle illustration futuriste de la lutte des classes :

« Ce livre n'est pas un tableau du présent.
Ce livre n'est pas un tableau de l'avenir.
Ce livre ne se passe nulle part.
Ce livre ne sert aucune tendance, aucune classe, aucun parti.
Ce livre est un drame qui tourne autour d'une seule et même expérience :
Le médiateur entre le cerveau et les mains, ce doit être le cœur. »

## Personnages principaux de l'œuvre
Les personnages qui suivent sont cités dans l'ordre alphabétique de leurs patronymes :
- Desertus, moine à la tête de la secte des Gothiques ;
- Freder Fredersen, personnage principal, fils de l'architecte de Metropolis ;
- Futura, être artificiel d'aspect féminin créé en verre et en métal par l'inventeur Rotwang ;
- Georgi ou 11811, ouvrier avec lequel Freder échange sa place dans la salle des machines ;
- Grot, ouvrier et gardien de la grande machine au cœur de Metropolis ;
- Joh Fredersen, architecte et créateur de Metropolis, père de Freder ;
- Jan, compagnon de Freder dans le Club des fils qui tombera éperdument amoureux de Futura ;
- Josaphat, ancien premier secrétaire de Joh Fredersen, ami de Freder ;
- Maria, jeune femme de la classe ouvrière qui annonce l'arrivée d'un sauveur ;
- Mère de Joh Fredersen, vieille femme paralysée qui s'est détournée de son fils ;
- Rotwang, inventeur, premier amour de Hel avant qu'elle ne rejoigne Joh Fredersen ;
- September, propriétaire du Yoshiwara, un estaminet où l'on fume le maohee, une drogue psychotrope asiatique ;

## Résumé de l'œuvre
Le résumé du récit est présenté chapitre après chapitre, afin de permettre une comparaison avec les différents plans du film.
- Chapitre 1 : Installé dans l'une des pièces les plus hautes de Metropolis, le jeune Freder joue de l'orgue avec beaucoup d'exaltation, tout en repensant au visage angélique de la jeune femme qu'il a vue dans les jardins éternels du « Club des fils ». Il ne connaît pas son nom, il ne se souvient que de son visage virginal et de ses paroles, adressées aux enfants qui l'accompagnaient, « Regardez, ce sont vos frères ! » Freder demande son nom, mais personne ne la reconnaît. Au loin, la Nouvelle Tour de Babel, construite par son père, le cerveau de Metropolis, s'élève au-dessus de la ville. Le maître de Metropolis songe à étendre sa ville et à raser la cathédrale, un projet contre lequel s'élève le moine Desertus et la secte des Gothiques. Les cohortes de travailleurs sillonnent la ville au gré des hurlements des sirènes qui annoncent les changements d'équipes, mais Freder ne supporte plus ces hurlements mécaniques qui indiquent que les machines de Metropolis ont besoin d'être nourries.

- Chapitre 2 : Joh Fredersen, entouré de ses secrétaires, est plongé dans les chiffres : il compare le cours des actions en bourse de Londres et New York. Lorsque Freder entre dans la pièce, Joh Fredersen découvre une erreur dans les relevés et licencie sur le champ Josaphat, son premier secrétaire. Freder engage alors un débat avec son père sur la nature de l'homme et l'essence de la machine. Freder considère les salles des machines comme les temples de la modernité et les machines elles-mêmes comme de nouvelles divinités cruelles et affamées auxquelles on sacrifie des êtres humains. Mais pour son père, l'homme n'est qu'un matériau, alors que la machine est la mesure de toute chose. Joh Fredersen aspire à une nouvelle humanité, celle de l'homme-machine. Inquiet pour son fils, Joh Fredersen demande à son homme-de-main de le suivre et de lui rendre compte de ses faits et gestes.

- Chapitre 3 : Freder court à la rencontre de Josaphat, le premier secrétaire que son père vient de licencier et lui donne rendez-vous à son domicile, fier d'avoir pour la première fois volé au secours d'un autre homme. Tandis que l'espion de son père, der Schmale, fouille l'appartement de Freder, celui-ci descend dans les sous-sols de la Nouvelle Tour de Babel et se rend dans la salle des machines. Il interpelle l'ouvrier matricule 11811, Georgi, qui s'occupe du fonctionnement du paternoster. Les deux hommes échangent leurs rôles et leurs vêtements. Freder donne rendez-vous à l'ouvrier chez Josaphat. Freder s'enchaîne alors à sa machine et découvre bientôt dans la poche de sa veste une feuille de papier pliée : le plan de rendez-vous secrets des ouvriers. De son côté, Georgi s'enivre des lumières de la ville et de son activité frénétique avant de terminer son périple au Yoshiwara, un club de la ville.

- Chapitre 4 : Mais la ville moderne de Metropolis cache une petite maison biscornue, habitée jadis par un magicien venu d'Orient. Aujourd'hui, elle est habitée par l'inventeur Rotwang qui reçoit la visite de Joh Fredersen. Rotwang lui reparle de son grand amour, Hel, qui le quitta pour épouser Joh Fredersen. Une plaque à sa mémoire a été posée dans l'une des pièces de la maison. Rotwang montre bientôt à Joh Fredersen ce qu'il lui avait commandé : Futura, incarnation du rêve d'une nouvelle génération d'êtres humains, un être-machine de verre et de métal, ayant l'apparence d'une femme, mais sans visage. Joh Fredersen montre ensuite à Rotwang le plan qui circule parmi les ouvriers et lui demande de l'aider à le déchiffrer. Rotwang lui apprend que le plan décrit les souterrains de la ville, un labyrinthe de catacombes où s'est perdu jadis le magicien d'Orient qui habitait la maison avant d'y trouver la mort. Rotwang et Joh Fredersen se donnent bientôt rendez-vous dans les catacombes, mais Rotwang demande au maître de Metropolis de lui indiquer quel visage devra avoir Futura.

- Chapitre 5 : Après dix heures d'un travail répétitif et acharné, Freder termine son travail épuisé. Mais les autres ouvriers l'invitent à les suivre dans les catacombes où il retrouve la femme dont il est tombé amoureux. Maria raconte à l'assemblée l'histoire de la Tour de Babel dans la Bible et du fossé qui s'était creusé entre les mains et le cerveau du projet. Elle promet aux ouvriers l'arrivée imminente d'un médiateur. Entre les mains et le cerveau, c'est le cœur qui doit être le médiateur. Une fois le rassemblement dispersé, Freder rejoint Maria et lui révèle son amour. Cachés dans une anfractuosité, Rotwang et Joh Fredersen suivent les événements. Fredersen enjoint alors à Rotwang de donner à sa femme-machine les traits de Maria. Rotwang poursuit Maria dans les galeries des catacombes et finit par la faire prisonnière dans sa demeure.

- Chapitre 6 : Après avoir mené son enquête, l'homme-de-main de Joh Fredersen, toujours à la recherche du fils de Joh Fredersen, fait son entrée au Yoshiwara. Le patron, September, lui indique qu'il a bien reçu un client habillé de soie, comme les fils des gens importants de Metropolis, et qu'il a consommé beaucoup de Maohee, un puissant psychotrope. Der Schmale trouve l'homme, entouré d'autres clients, dans une grande salle circulaire, en proie à un délire mystique dans lequel il se prend à la fois pour la trinité chrétienne et pour une machine déshumanisée. Der Schmale ne réussit à le faire sortir de son délire qu'en l'appelant par son matricule : 11811. Il dépose ensuite l'ouvrier en habits de soie chez un médecin. L'ouvrier a juste le temps de lui donner l'adresse du rendez-vous avec Freder avant de s'endormir profondément.

- Chapitre 7 : Freder, qui a rejoint Josaphat chez lui, s'inquiète de l'absence prolongée de Georgi. Avant de repartir, Freder assure à Josaphat qu'il ira au bout de son nouveau chemin et se lie d'amitié avec Josaphat. Peu de temps après, l'homme-de-main de Joh Fredersen frappe chez le premier secrétaire. Après une discussion tendue, l'homme-de-main menace de priver Josapaht de son bel appartement et le presse de quitter Metropolis en lui offrant des chèques au porteur signés de la main du maître de Metropolis. Josaphat finit par accepter et s'en va.

- Chapitre 8 : Freder se rend à la cathédrale où il rencontre Desertus, le chef de la secte des Gothiques. En sortant de l'église, il aperçoit le visage de Maria à la fenêtre de l'inventeur Rotwang et décide de pénétrer dans l'étrange demeure. À l'intérieur, il cherche Maria, mais ne rencontre que Futura et finit par s'évanouir. Pendant ce temps, dans une autre pièce, Rotwang tente de convaincre Maria d'oublier Freder. Le fils de Joh Fredersen sort de la demeure sans avoir retrouvé Maria et la cherche dans tout le quartier. Lorsqu'il arrive enfin dans la Nouvelle Tour de Babel, il découvre son père qui tient Futura avec les traits de Maria dans ses bras. Pris de folie, Freder se met à rire et s'effondre.

- Chapitre 9 : Josaphat est à bord de l'appareil qui l'emmène loin de Metropolis avec l'argent de Joh Fredersen. En proie aux doutes et aux remords d'avoir abandonné un ami, il demande au pilote de faire demi-tour. Lorsque le pilote refuse, Josaphat l'assomme et saute en parachute. Il est recueilli par une jeune fille de ferme qui le veille toute la nuit.

- Chapitre 10 : De retour à Metropolis, Josaphat tente de reprendre contact avec Freder, mais celui-ci est alité et strictement gardé. Il s'installe alors dans l'immeuble d'en face et projette des chiffres à l'attention de Freder : 99 - 7 -7. Il s'agit de l'adresse de leur rendez-vous, Bloc 99, septième immeuble, septième étage. En lisant ces chiffres, Freder se souvient du passé, échappe à la surveillance de l'homme-de-main de son père et se rend à l'adresse indiquée. Josaphat et Freder se racontent les derniers événements en date. Le fils de Joh Fredersen raconte également un rêve dans lequel s'entremêlent des visions de Metropolis, de la cathédrale, du moine Desertus et de la mort qui part sillonner la ville.

- Chapitre 11 : Freder raconte également à Josaphat qu'il s'est ensuite rendu à la cathédrale. Le moine Desretus était en train de prêcher et de mettre en garde l'assemblée contre une jeune femme qu'il présentait comme une rose de l'enfer. Dans l'église, Freder reconnaît Jan adossé à un pilier, son compagnon du « Club des fils ». Ce dernier lui raconte que cette jeune femme a été présentée par le magicien Rotwang comme sa fille. Tous les jeunes hommes qui la voient en tombent amoureux, elle s'appelle « Maria ».

- Chapitre 12 : Une heure après minuit, Joh Fredersen rend visite à sa mère dans sa ferme transportée sur le toit d'un immeuble de Metropolis. Joh Fredersen lui demande conseil à propos de Freder. Joh Fredersen lui avoue qu'il a peur aujourd'hui de perdre son fils comme il avait perdu sa femme, Hel. Mais sa mère lui répond, la main sur la Bible, que l'Homme ne fait que récolter ce qu'il a semé.

- Chapitre 13 : Rotwang tente de gagner le cœur de Maria, mais la jeune femme reste sourde à ses avances. Rotwang lui dit qu'il lui a volé son âme et qu'il l'a recréée. Mas Joh Fredersen fait irruption dans la pièce et saute à la gorge de Rotwang.

- Chapitre 14 : Dans la crypte, Futura, sous les traits de Maria, incite les foules de travailleurs à la vengeance. Freder, qui s'est glissé dans la foule, tente de la démasquer, en vain. La foule s'empare de lui et lorsqu'un travailleur tente de le poignarder, Georgi se jette sur lui pour le protéger et meurt. La foule sort des catacombes en martelant le slogan que leur a enseigné Futura : « Nous avons jugé les machines ! Nous avons condamné à mort les machines ! Les machines doivent mourir, - qu'elles aillent au diable. À mort ! - À mort ! - Mort aux machines ! » Freder court rejoindre le bureau de son père dans la Nouvelle Tour de Babel et actionne la sirène de Metropolis pour avertir la population du danger.

- Chapitre 15 : Lorsque Maria reprend ses esprits, dans la demeure de Rotwang, elle entend la sirène d'alarme de Metropolis et pense aux ouvriers des catacombes. Elle tente de sortir de la pièce, mais ne trouve que des portes closes. La dernière issue possible est une trappe à même le sol sur laquelle repose un corps inerte, celui de Futura. Maria réussit à repousser l'être-machine et à fuir par les souterrains. Les catacombes résonnent de coups et de tremblements de terre, tandis qu'à la surface, la foule des ouvriers est menée par Futura jusqu'au bâtiment qui abrite le cœur de la ville de Metropolis, gardé par Grot. Ce dernier défend corps et âme sa machine qui alimente en énergie toute la ville, mais la voix de Joh Fredersen lui enjoint d'ouvrir les grandes portes et de laisser entrer la foule courroucée. Grot, surpris, obéit.

- Chapitre 16 : Freder arpente la Nouvelle Tour de Babel à la recherche de son père.  Pendant ce temps, Futura pousse la machine centrale de Metropolis au maximum de sa puissance et finit par la détruire sous les yeux désespérés de Grot. Lorsqu'il retrouve enfin son père, Freder apprend que Joh Fredersen est non seulement complice de la destruction de Metropolis, mais qu'il en est également l'instigateur.

- Chapitre 17 : Dans les sous-sols de la ville, Maria constate une infiltration d'eau. À la suite de la destruction de la machine centrale de Metropolis, les pompes du barrage sur le fleuve ne fonctionnent plus et menacent la ville ouvrière. Maria se rend dans la ville souterraine et trouve les enfants. Elle les emmène sur une plateforme qui mène dans une salle des machines, mais la trappe est bloquée par des machines disloquées. Le niveau de l'eau continue de monter, les enfants ont peur, Maria leur raconte une histoire.

- Chapitre 18 : Tandis que Maria raconte l'histoire du renard et du hérisson aux enfants, Freder, qui se trouve dans la pièce au-dessus, l'entend et tente de la sauver. La trappe est bloquée, Freder va chercher Grot, mais celui-ci en veut au fils de celui qui a donné l'ordre de détruire sa machine. Freder réussit finalement à convaincre Grot qui a deux enfants coincés dans la ville ouvrière. Lorsque les décombres des machines ont été déblayés, les enfants sont sortis un par un. Lorsque Maria sort à son tour, Grot, qui la prend pour Futura, l'accuse d'avoir détruit sa machine. Maria et Freder s'enfuient.

- Chapitre 19 : Freder, Maria et les enfants se sont réfugiés dans le « Club des fils ». Maria demande à Freder d'aller à la rencontre de son père pour mettre un terme au chaos. À l'extérieur, la cathédrale fait sonner toutes ses cloches. Intriguée, Maria sort dans la rue et se retrouve face à une foule en délire menée par Futura qui invite tout le monde à danser. Jan s'approche de Futura, mais elle met le feu à ses vêtements avec sa torche. Soudain, les portes de la cathédrale s'ouvrent et déversent les membres de la secte des Gothiques qui s'autoflagellent, tandis que le moine Desertus est attaché à une immense croix portée par des fidèles. Un troisième groupe arrive, une foule d'ouvriers, qui reconnaît Futura et veut se venger de l'inondation de la ville souterraine.

- Chapitre 20 : En chemin, Freder rencontre Josaphat qui lui apprend que Maria a été faite prisonnière par la foule des ouvriers. Freder et Josaphat prennent un véhicule pour se rendre sur la place de la cathédrale, mais la voiture se retourne. Freder laisse Josaphat, blessé, et rejoint la foule courroucée. À son arrivée, Futura est attachée au bûcher et la foule scande « Mort à la sorcière ! ».

- Chapitre 21 : Rotwang revient à lui, mais devenu fou, il se croit dans le royaume des morts et part à la recherche de son grand amour défunt, Hel. Il prend le chemin de la cathédrale où il retrouve Maria qui s'y était réfugiée. La confondant avec Hel, il tente de l'étreindre, mais Maria s'enfuit en appelant Freder à l'aide.

- Chapitre 22 : Dans la Nouvelle Tour de Babel, Joh Fredersen reçoit son homme-de-main qui lui apprend qu'il n'a pas retrouvé trace de Freder. Joh Fredersen s'effondre de chagrin et crie le nom de son fils. Josaphat entre alors et lui apprend que Freder a été fait prisonnier par la foule des ouvriers. Joh Fredersen lui demande alors pardon de l'avoir licencié. Tous se rendent à la cathédrale et voient Maria poursuivie par Rotwang, lui-même poursuivi par Freder. Rotwang fait une chute et se rattrape sur la gouttière de la cathédrale. Il croit alors voir dans le ciel le visage de Hel et se laisse tomber pour la rejoindre. Sur la place, tous voient la couleur des cheveux de Joh Fredersen qui sont devenus blancs comme neige.

- Chapitre 23 : Freder se penche sur Maria qui s'est évanouie et la prend dans ses bras. Joh Fredersen, touché, leur dit que leurs tourments sont terminés et part retrouver sa mère.

- Chapitre 24 : Maria se réveille dans la cathédrale et demande à Freder de bâtir une ville nouvelle, car le médiateur entre le cerveau et les mains, c'est lui. Freder et Joh Fredersen se sont réconciliés. La peur de perdre son fils a rendu le maître de Metropolis plus humain.

- Chapitre 25 : Joh Fredersen rejoint sa mère et tous deux se réconcilient dans le feu d'un amour filial partagé. La vieille femme remet alors à Joh Fredersen une lettre que Hel avait écrite avant de mourir et qui ne devait lui être donnée que lorsqu'il aurait retrouvé le chemin du cœur. Dans sa lettre, Hel lui dit qu'elle l'a toujours aimé et qu'elle l'aimerait jusqu'à la fin des temps.

## Commentaires

### Les dieux-machines
Tout au long du roman, Thea von Harbou insiste beaucoup sur les métaphores religieuses, comparant fréquemment les machines de Metropolis à de nouvelles divinités cruelles et affamées de chair humaine, tandis que les entrepôts seraient de nouveaux temples païens. Au gré de leurs formes et de leur aspect, les machines sont tantôt comparées à des divinités ancestrales comme Baal, Moloch, Dourgâ, Huitzilopochtli, Ganesha ou Juggernaut, tantôt à des lieux ou à des symboles culturels et religieux comme les croix de Golgotha ou le cimeterre de Mahomet.
La romancière montre l'inexorable montée en puissance et le proche avènement de ces nouveaux dieux qui aspirent eux-mêmes à une nouvelle génération d'adorateurs : les hommes-machines. Le seul et dernier rempart capable de contenir ou d'empêcher ce changement de paradigme culturel et religieux, c'est l'amour (caritas) et l'empathie prônée par la foi chrétienne avec l'ancienne cathédrale de Metropolis, que Joh Fredersen envisage de raser, la secte des Gothiques et le moine Desertus, qui font pénitence en attendant le Jour du Jugement dernier, et enfin la foi en Dieu inébranlable de Freder et de Maria qui les aidera à s'opposer à la toute-puissance de Joh Fredersen.

### Les chemins du cœur
L'intrigue et la structure du récit reposent sur l'inter-relation entre les mains, outils privilégiés de l'action incarnés par les ouvriers, le cerveau, siège de la réflexion représentée par Joh Fredersen, et le cœur, lieu symbolique de l'affect, de l'émotion et de l'empathie, incarné par Maria et Freder. Ils seront les deux médiateurs qui auront pour tâche ultime de réconcilier les ouvriers et les concepteurs d'un projet aussi grandiose que celui de Metropolis.
Mais le cœur, dans toute sa symbolique biologique, affective et amoureuse, joue également un rôle déterminant à d'autres niveaux du récit. Ainsi, Joh Fredersen et Rotwang se sont dans le passé disputé le cœur de Hel, mais aucun des deux n'a jamais été certain de l'avoir réellement conquis. Joh Fredersen retrouvera, à la fin du roman, le chemin du cœur de sa mère et de son fils, redécouvrant ainsi les joies de l'amour filial. Futura, quant à elle, conquiert le cœur des jeunes hommes de la ville pour les brûler de son amour désincarné et glacial. Enfin, c'est en portant un coup fatal au cœur de la cité, la machine centrale surveillée par Grot, qu'une aube nouvelle deviendra possible pour l'avenir de Metropolis.

### L'importance du visage
Le visage joue un rôle littéraire et philosophique important tout au long du roman. 
Littéraire, parce qu'il sert de fil rouge aux différentes fils narratifs du récit : au début du roman, Freder est obsédé par le visage de Maria qu'il associe à celui de la Vierge Marie ; Futura, l'être artificiel de Rotwang, est terminée, mais il lui manque encore un visage ; et à la fin du roman, Joh Fredersen, mort de chagrin et d'inquiétude pour Freder, a l'impression de regarder pour la première fois le visage de son fils.
Philosophique, parce que le visage est directement associé à ce que l'être humain à de plus profond, de plus intime et de plus existentiel. Rotwang reproduit sur Futura le visage de Maria et pense ainsi lui avoir volé son âme, tandis que Joh Fredersen retrouve une relation filiale en redécouvrant la singularité de son visage. Cette thématique philosophique du visage pourrait être dans une certaine mesure rapprochée de ce qu'en fera quelques décennies plus tard, d'un point de vue plutôt éthique, un philosophe comme Emmanuel Levinas, dans Totalité et Infini (1961).

### La Tour de Babel et l'incompréhension des hommes
Dans son roman, Thea von Harbou, par l'intermédiaire de son personnage Maria, donne une interprétation originale de la diversité de langues qui fait suite à la construction de la Tour de Babel, au chapitre 11 de la Genèse. L'incompréhension entre les hommes, châtiment biblique de Dieu pour punir leur orgueil, ne proviendrait pas de la diversité des langues, mais relèverait d'un simple problème de sémiotique. Tandis que le mot « Tour » renvoie pour les architectes de Babel au rêve d'absolu et d'ascension vers la divinité, les ouvriers n'entendent derrière ce mot que le cauchemar des souffrances qu'ils subissent chaque jour de sa construction. Pour un seul et même signifiant, les signifiés et leurs connotations affectives divergent, le lien original entre signifiant et signifié se brise et dénonce symboliquement une fracture sociale entre le cerveau et les mains, entre les architectes et les ouvriers, entre les concepteurs et les exécutants.

## Adaptation cinématographique
Ce roman a servi de point de départ au scénario du film homonyme réalisé par Fritz Lang une année plus tard, en 1927. L'histoire racontée dans ce long métrage classé au patrimoine mondial de l'humanité présente quelques points de divergence avec le récit original, notamment par la linéarisation et la simplification du récit. De même, certains rebondissements et ressorts importants de l'intrigue ont été supprimés.
Les différences notables avec le film, dans la version fragmentaire qui est parvenue jusqu'à nous, sont les suivantes :
| Roman de Thea von Harbou | Film de Fritz Lang                                                                                                   |
| --- | --- |
| Personnages secondaires : Desertus, Georgi, Grot, Jan, la mère de Joh Fredersen, September.                                      | Personnages secondaires : Georgi, Grot.                                                                              |
| Joh Fredersen joue un rôle actif dans la chute de Metropolis, il en est même l'instigateur.                                      | Joh Fredersen, le maître de Metropolis, subit la révolte ouvrière.                                                   |
| Le personnage de Joh Fredersen évolue tout au long du roman et trouve finalement le chemin de ses propres sentiments et du cœur. | Le personnage de Joh Fredersen reste du début à la fin un être froid et calculateur.                                 |
| Futura est une commande de Joh Fredersen à Rotwang et le prototype d'une nouvelle humanité, les hommes-machines.                 | Futura est un être artificiel créé par Rotwang pour redonner vie à son grand amour perdu, Hel.                       |
| Les personnages sont tous animés d'une puissante foi en Dieu.                                                                    | La foi et la religion jouent un rôle plutôt secondaire.                                                              |
| La fin du roman est ouverte, Freder devra dans l'avenir reconstruire la ville.                                                   | La scène finale du film, conclusive, montre Joh Fredersen serrant la main de Grot sous les encouragements de Freder. |
| Freder et Grot, qui sont en conflit, sauvent les enfants et Maria de la ville ouvrière sous les eaux.                            | Freder et Josaphat, qui sont amis, sauvent Maria et les enfants.                                                     |

## Édition allemande
- (de) Thea von Harbou, Metropolis, Berlin, August Scherl Verlag, 1926, 273 p., 19 cm (OCLC 1050782013).
- texte intégral en ligne (Projekt Gutenberg)

## Édition française
- Thea von Harbou (trad. de l'allemand par Serge Plaute et Alin Laubreaux, préf. Jules Romains), Metropolis, Paris, Gallimard, coll. « Le Cinéma romanesque » (no 2), 1928, 96 p. (BNF 32222114), version adaptée et illustrée.
- Thea von Harbou (trad. de l'allemand par Jean-Claude Heudin, préf. Jean-Claude Heudin), Metropolis, Paris, Science-eBook.com, 2012, 286 p. (ISBN 979-10-91245-04-3 et 979-10-91245-05-0).
- Thea von Harbou (trad. de l'allemand par Jean-Claude Heudin), Metropolis, Éditions Terre de Brume, coll. « Terra Incognita » (no 3), septembre 2015, broché 14 × 24 cm (ISBN 2843625734, EAN 978-2843625732), première édition intégrale de ce texte en français.